# Nikoła Iliewski
Nikola Iliewski (ur. 16 grudnia 1954 w Skopju) – macedoński piłkarz, a następnie trener piłkarski. Jako piłkarz grał w Rabotniczkim Skopje, Pobedzie Prilep, Wardarze Skopje, Teteksie Tetowo, KF Prisztina i AGS Kastoria. W latach 2002–03 był selekcjonerem reprezentacji Macedonii, z którą nie zdołał awansować do Euro 2004.
Wcześniej opiekował się drużyną młodzieżową. Pracował również w FK Ljuboten, FK Rudar Probištip, SK Skopje i słoweńskim Publikum Celje. W sezonie 2000–01, jako szkoleniowiec Pobedy Prilep, dotarł do pierwszej rundy Pucharu UEFA, w której przegrał z AC Parmą. W 2008 roku prowadził CSM Râmnicu Vâlcea, w 2009 - Metałurg Skopje, a w latach 2010–2011 - Bylis Ballsh.